# Фасянь
Фасянь (кит.: 法顯, пиньінь: Fǎxiǎn; 337-420) — китайський чернець — буддист і мандрівник, перекладач епохи династії Цзінь, перший китайський прочанин (пілігрим) до буддийських святинь на території сучасних Індії та Непалу. З 399 по 414 рік відвідав велику частину внутрішньої та південної Азії. Залишив про свій похід записки «Сіюй цзі» («Записки про західні країни»).

## Ранні роки
Відомо, що Фасянь народився в провінції Шеньсі, а дитинство провів у буддійському монастирі. З китайської мови його буддийське ім'я перекладається як «Той, хто просунувся в Ученні». Ставши ченцем і знайшовши білі плями в законах буддійського вчення, яке було тоді відоме в Китаї, Фасянь вирішив здійснити паломництво в Індію за повними копіями законів, сподіваючись привезти додому копії справжньої «Віная-пітаки» — частини священного палійського канону, що являє собою звід правил поведінки для буддійських ченців і черниць.

## Подорож
У 399 році з групою прочан Фасянь вирушив зі столиці (Чан'ань) на північний захід, подорожуючи пішки південною стороною піщаних пустель північно-західного Китаю. Про складність цього відрізка шляху Фасянь написав у своєму щоденнику:
|  | «У піщаному потоці є злі генії, і вітри настільки пекучі, що коли з ними зустрічаєшся, - помираєш, і ніхто не може цього уникнути. Не бачиш ні птаха в небі, ні чотириногих на землі». |

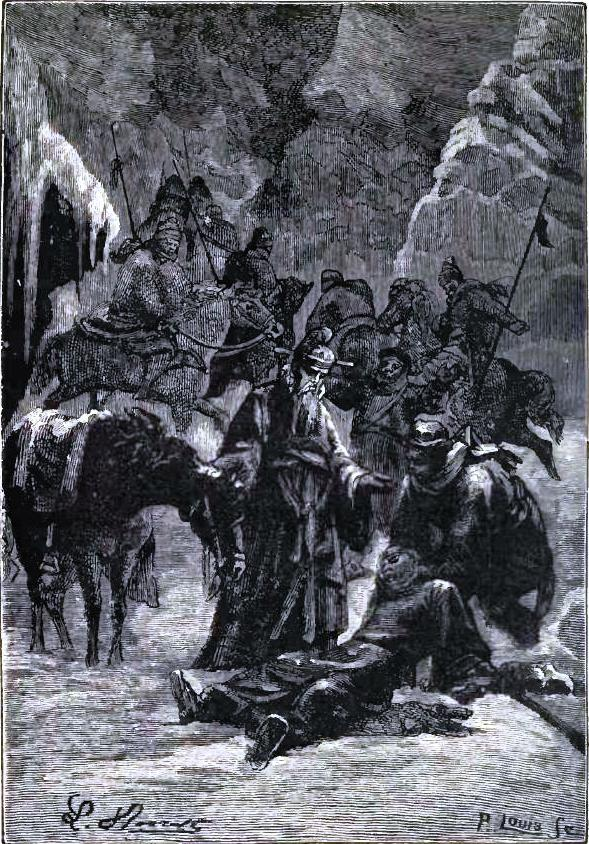
«У піщаному потоці є злі генії, — писав Фасянь про свій перехід через пустелю, — і вітри настільки пекучі, що коли з ними зустрічаєшся, — помираєш, і ніхто не може цього уникнути». Ілюстрація Léon Benett, Paul Philippoteaux з книги Жуля Верна «Історія великих подорожей і великих мандрівників»

Прочанам доводилося відшукувати собі дорогу по кістках тих, хто до них пускався в подорож.
Пробираючись на захід через Центральну Азію, цікавився, в першу чергу, буддійськими реаліями. Так, він розповідає про культи ступ, і дорогоцінних субстанцій (дзеркал, медичного каменю гхіванга, трави куша, древесного яблука білва, раковин, червоного порошку сіндхура і білих гірчичних зерен), які символічно співвідносяться з етапами буддійського духовного шляху. Він також записав деякі джатаки (в китайській традиції — ятак) — розповіді про попередні переродження Будди Шак'ямуні, зображення яких можна зустріти в знаменитих печерах Дуньхуану.
Пройшовши по «шовковій» дорозі до гори Босянцзи, паломники звернули на захід і після сімнадцятиденної подорожі досягли блукаючого озера Лобнор. Біля цього озера, яке нині є малозаселеним, за часів Фасяня існувала самостійна держава Шеншен, і мандрівник зустрів тут населення, знайоме з індійською культурою.
В кінці 19 століття М. М. Пржевальський при відвідуванні Лобнора спостерігав збережені руїни Шеншен, що підтвердило існування тут у минулому великого культурного центру.
Пробувши біля Лобнора місяць, мандрівники направилися на північний захід і, перебравшись через Тянь-Шань, досягли долини річки Або, потім вони повернули на південний захід, знову перейшли через Тянь-Шань, перетнули з півночі на південь пустелю Такла-Макан і біля міста Хотан досягли підніжжя хребта Куньлунь. Через тридцять п'ять днів маленький караван прибув до хотанського царства, в якому налічувалося «кілька десятків тисяч ченців». Фасянь і його супутники були допущені в монастир. Їм пощастило побачити урочисте свято буддистів і брамінів, під час якого містами хотанського царства їздили розкішно прибрані колісниці із зображеннями богів. Тут же їм вдалося послухати проповіді вчителів Тхеравади.
Після свята Фасянь і його супутники направилися на південь і прибули в холодну гористу країну Балістан, в якій, крім хлібних злаків, не було майже ніяких культурних рослин.
Найбільше мандрівника цікавили буддійські реліквії. Так, в царстві Цзе-хо, яке, ймовірно, розташовувалося на території сучасного північного Пакистану, йому показали плювальницю Будди і його зуб. Однак, на відміну від хвацького адмірала Чжен Хе (кит.: 郑 和, 1371—1435), ідея викрасти священні предмети Фасяню в голову не прийшла. З Балістана Фасянь узяв курс у східний Афганістан і цілий місяць блукав у горах, покритих вічними снігами. Тут, за його словами, зустрічалися «отруйні дракони».
Подолавши гори, мандрівники направились у Північну Індію. Дослідивши витоки річки Інд, вони прибули в Фолуша (ймовірно, теперішнє місто Пешавар), розташоване між Кабулом та Індом. Після багатьох складнощів каравану вдалося добратися до міста Бану, що існує і понині, потім, знову перейшовши Інд у середній частині його течії, Фасянь прибув у Пенджаб. Звідси, спускаючись на південний схід, він перетнув північну частину Індійського півострова і, перебравшись через велику солончакову пустелю, яка лежить на схід від Інду, досяг країни, яку він називає «Центральним царством». За словами Фасяня,
|  | «тутешні жителі чесні і благочестиві, вони не мають чиновників, не знають законів, не визнають страти, не вживають у їжу ніяких живих істот, і в їх царстві немає ні боєнь, ні винних крамниць» |

.
В Індії Фасянь відвідав багато міст і місцевостей, де збирав легенди і сказання про Будду. Описуючи Каракорум, мандрівник відзначає:
|  | «У цих місцях гори круті подібно стіні». |

На стрімких схилах цих гір древні мешканці їх висікли зображення Будд і численні сходи. Фасянь у долині Гангу відшукав буддійський монастир, де вивчав і переписував священні книги буддизму.
В іншому місці Фасянь зустрів відбиток ноги Гаутами, що прийшов з проповіддю на північ Індії, ще в одному — камінь, на якому Просвітлений звернув злого дракона, причому скрізь мандрівний монах призводить точні розміри реліквій. Але кульмінацією подорожі стали відвідини Лумбіні — місця народження принца Сіддхартхи (зараз воно знаходиться на території Непалу).
У державі Гуптів, що об'єднала в той час значну частину території Індії, Фасянь знайшов процвітаючу країну, що вразила його справедливими відносинами між правителем і підданими, суворим дотриманням заповідей буддійською громадою. У своїх щоденниках він пише про це:
| «На південь [від Мадхур] розташована країна, іменована Серединною державою. Клімат тут помірний, інею і снігу не буває, народ живе в достатку і задоволенні, немає тут ні податкових списків, ні строгих законів, лише ті, хто обробляє землі правителя, платять податок із землі … Ченці живуть тут, не знаючи недоліку в приміщенні, спальних приладді, їжі і одязі … Коли приходять паломники, ченці зустрічають їх, допомагають нести згорток з одягом, дають води, щоб помити ноги, масла для змазування ніг і питво» Пробувши в Індії тривалий час, спілкуючись лише із чужинцями, мандрівник почав сумувати за своєю батьківщиною. Про це він розповідає у записках: \| \| «... І ось випадково ... побачив, як купець поклав до підніжжя яшмового зображення Будди біле шовкове віяло, що потрапив сюди з цзіньських земель. Сльози градом бризнули з очей Фа-сяня»[4] \| Тому мандрівник у 411 році повертається на батьківщину морським шляхом. Від гирла Гангу він відплив на Шрі-Ланку, де прожив два роки, і потім в 413 році на торговому судні вирушив на Яву. Після п'ятимісячного перебування на Яві Фасянь повернувся до свого рідного міста Сиань-фу (Кантон). Протягом року Фасянь перекладав і редагував привезені манускрипти. Через кілька років мандрівник опублікував свої записки за назвою «Опис буддійських держав» («Фогоцзі»). А потім пішов у монастир, де помер у віці вісімдесяти восьми років. У «Фоґоцзі» поряд з основним змістом релігійного характеру дається короткий, але виразний опис близько 30 держав Центральної Азії та Індії. Фасянь повідомляв цінні історичні, географічні та етнографічні відомості про ці держави. Наукове значення їх у тому, що вони найчастіше є єдиним джерелом для розуміння обстановки в країнах, які відвідав Фасянь, а також у сумлінності і точності автора «Описів». Фасянь не обмежувався повідомленням фактів, але всякий раз вказував на джерело — чи бачив сам те, що описував чи знає зі слів інших. Називаючи пункти, він вказував їх точне положення і відстані між ними, які демонстрував в днях переходів, в китайських чи або, нарешті, в кроках. Завдяки цій особливості праці Фасяня було встановлено точне місце розташування багатьох раніше відомих лише за назвою міст і держав. Перший переклад «Опису буддійських держав» з китайської мови на французьку зробив Абель де Ремюз в 1836 році. - Династія Тан - Держава Гуптів 1. 2. 3. 4. - Жюль Верн История великих путешествий В трех книгах. Открытие земли, МОСКВА, «ТЕРРА» — «TERRA», 1993. Книга первая.(рос.) - Толстяк и Продвинутый в поисках священных сутр - Фа-сянь в поисках идеала[недоступне посилання з липня 2019] | |
| | «... І ось випадково ... побачив, як купець поклав до підніжжя яшмового зображення Будди біле шовкове віяло, що потрапив сюди з цзіньських земель. Сльози градом бризнули з очей Фа-сяня» |